# 東京都青少年の健全な育成に関する条例
東京都青少年の健全な育成に関する条例（とうきょうとせいしょうねんのけんぜんないくせいにかんするじょうれい、昭和39年8東京都条例第181号）とは、東京都における青少年保護育成条例として1964年（昭和39年）に制定された条例である。

## 概要
18歳未満を青少年と定義し、青少年の環境の整備を助長するとともに、青少年の福祉を阻害するおそれのある行為を防止し、青少年の健全な育成を図ることを目的としている。優良図書類等の推奨および表彰（第5条、第6条）、有害図書（この条例が言う「不健全図書」）類の指定（第8条）および規制（第9条から第12条など）、有害玩具類の規制（第7条の2、第13条など）、刃物類の規制（第7条の3、第13条の2など）や、深夜外出の制限（第15条の4、第16条）、青少年とのみだらな性交や性交類似行為の禁止（いわゆる淫行条例に該当する箇所）（第18条の6）、青少年の保護に関する都や保護者の責務などが定められている。
なお、東京都の『不健全図書』指定は、日本雑誌協会・日本書籍出版協会など出版4団体で構成される出版倫理協議会が定めた自主規制により、実質的に全国的な販売規制の基準となっている。特に大手オンラインストアのAmazon.co.jpにおいては、東京都が指定した不健全図書の取り扱いを独自の規約で禁止しているため影響が大きい（後述）。条例が制定された1964年以降、不健全図書に指定された書籍の数は累計で四千冊を超え、直近数年間に指定対象となった書籍のタイトルなどは東京都のウェブサイト上の 8条指定図書類一覧 で確認できる。2010年代後半以降は、ボーイズラブ作品の不健全指定が多くなっている。

## 本条例における図書類の不健全指定
以下では、具体的な不健全指定につき、図書類を例として説明を加える。

### 要件
図書類(2条2号)等の不健全指定の要件は、8条1項1号、同2号に定められている。
8条1項1号
図書類又は映画等で「著しく性的感情を刺激するもの」又は「甚だしく残虐性を助長するもの」又は「著しく自殺若しくは犯罪を誘発するもの」が不健全指定の対象となる。不健全図書のほとんどは、この1号基準（旧基準）に基づいて指定されている。
8条1項2号
「漫画やアニメーション などの①『画像により』、②『刑罰法規に触れる』又は『婚姻を禁止されている近親者間の』③『性交又は性交類似行為』を④『不当に賛美し又は不当に誇張するように描写又は表現したもの』のうち、⑤『著しく社会規範に反する性交・性交類似行為』を⑥『著しく不当に賛美し、又は著しく不当に誇張するように描写又は表現しているもの』」が不健全指定の対象となる。この2号基準（新基準）は、2010年の条例改正で新設されたものであるが、実際の適用例は1号基準と比べて非常に少ない。なお、この8条1項2号の適用については、「作品を創作した者が当該作品に表現した芸術性、社会性、学術性、諧謔的批判性等の趣旨を酌み取り、慎重に運用すること」という付帯決議がなされている。

### 効果
一定の義務の発生（9条、13条の4等）及び、義務違反への罰則（25条）が定められている。
指定に伴う義務は、9条各項に定められている。
- 同1項において、「図書類販売業者等」は、「指定図書類」を「青少年に販売し、頒布し、又は貸し付けてはならない」ことが定められている。（青少年への販売等の禁止）
- 同2項において、「図書類の販売又は貸付けを業とする者及び営業に関して図書類を頒布する者」は、「指定図書類を陳列するとき」に「東京都規則で定める方法により包装しなければならない」ことが定められている。（包装義務）
- 同3項において、「図書類販売業者等」は、「指定図書類を陳列するとき」に「東京都規則で定めるところにより当該指定図書類を他の図書類と明確に区分し、営業の場所の容易に監視することのできる場所に置かなければならない」ことが定められている。（区分陳列義務）
- 同4項において、「何人も」「青少年に指定図書類を閲覧させ、又は観覧させないように努め」る努力義務（罰則なし）が定められている。

また、13条の4第1項において、「自動販売機等業者」は、「指定図書類を自動販売機等に収納してはならない」ことが定められている。
上記義務違反の罰則は25条に定められている。
- 同条において、「知事が指定した知事部局の職員」の「警告」（18条1項各号、18条2項5号）に従わず、「なお第9条1項、2項、3項、13条の4第1項の規定に違反した者」は、30万円以下の罰金に処せられる。

### 不健全指定の流れ
不健全指定は以下の1から5のプロセスを経て行われる。
1. 都が書店・コンビニエンスストア等の一般書棚に陳列販売されている書籍を月に120から140冊購入（したがって区分陳列されている成人向け漫画は原則として審査対象とならない[6]）。
2. 都が指定候補図書を選別し、出版・流通・書店の代表者、自主規制団体に対し候補図書の指定の是非について意見聴取（18条の2第2項　通称「自主規制会議」）。
3. 意見聴取の結果を添えて、第三者機関である青少年健全育成審議会に諮問（18条の2第1項）。
4. 同審議会の答申を基に知事が不健全指定（8条）。
5. 指定後、東京都公報において告示すると共に、東京都HPで発表。また、ハガキにより書店・コンビニ等に通知。

#### 自主規制会議
通称「自主規制会議」は18条の2第2項に定められている。
構成員は、日本書籍出版協会、日本雑誌協会、日本出版取次協会、東京都書店商業組合、出版倫理懇話会、首都圏新聞即売懇談会、東京都古書籍商業協同組合、東京都貸本組合連合会、日本フランチャイズチェーン協会の各担当者計18名（平成22年4月1日時点）である。

#### 東京都青少年健全育成審議会
東京都青少年健全育成審議会は、19条以下によって設置が定められている。
- 構成員（第24期）は、
  - 20条1項1号「業界に関係を有する者3人以内」として、出版倫理協議会、映倫、フランチャイズチェーン協会の各担当者、
  - 同2号「青少年の保護者3人以内」として、公立中学校のPTA協議会等の担当者、
  - 同3号「学識経験を有する者8人以内」として、都議会議員、報道機関等の担当者、
  - 同4号「関係行政機関の職員3人以内」として、法務局・少年鑑別所・警視庁の各担当者、
  - 同5号「東京都の職員3人以内」として東京都職員である[8]。

### 流通業界の対応
不健全図書に指定された書籍は、大手や一部の書店で販売されていない。Amazon.co.jpにおいては、東京都によって不健全図書指定された書籍の取り扱いを規約で禁止しており、該当する書籍はAmazonのサイトから削除される。その一方、上述のとおり不健全図書指定自体は販売を全面的に禁じるものではなく、あくまでも青少年への販売を規制するものに過ぎないため、Amazon以外の通信販売サイトでは成人向け商品として販売が継続されているケースが多い。また小さな書店の場合では区分陳列のスペース確保と、年齢認証などの煩雑さなどから取り扱わない場合がある。
出版業界の主要4団体が1963年（昭和38年）に設立した出版倫理協議会では、1965年（昭和40年）に自主規制ルールとして「東京都の不健全図書（有害図書）として連続3回、もしくは1年間に5回以上指定された出版物（雑誌）は、特別な注文等がない限り取次業者では扱わない」というルールを定めており、そのためこのルールに該当した出版物は事実上一般書店での販売が困難となる。その場合出版社は成人向けに限定した形でアダルトグッズショップや直接販売などの通販・チャンネルで販売を継続するか、もしくは廃刊・絶版するかの選択を余儀なくされることがある。

## 平成17年(2005年)の改正
インターネット対策として事業者・保護者らにフィルタリングソフトの利用を求める規定が加えられたほか、青少年とのみだらな性交や性交類似行為の禁止（いわゆる淫行条例）などが追加された。

## 平成22年(2010年)の改正

### 2月の改正案（6月に否決）
第28期東京都青少年問題協議会の答申を受け、2010年（平成22年）2月24日から始まる東京都議会に東京都青少年の健全な育成に関する条例の一部を改正する条例案（以下、改正案）が提出された。この改正案は、第1条と第2条（及び附則）から構成されており、その内容に対して漫画家、作家、出版関係者、IT企業、そして、一般の市民などから様々な批判が噴出した。その結果、2010年6月の都議会本会議にて否決され、いったん廃案となった。改正案の内で問題点が指摘されていたのは、次のような点である。
改正案第1条
ここでは、インターネット利用環境の整備に関して、主に条例第18条の7及び18条の8の改正、並びに18条の6の2の新設によって、フィルタリングの推奨および解除時の書面の提出を義務化するなど、業者に対する規制の強化を規定する条項を条文に追加することが掲げられている。
改正案第2条
ここでは、多くの改正点が掲げられているが、特に問題視されたのは、条例第7条第2号の改正にて新設された「非実在青少年（ひじつざいせいしょうねん）」のくだりである。関連する条文の改正案の文言は次の通り（太字部分が、改正案において条文の文言が修正ないし新設された箇所である）。なお、以下の7条1号については改正案提出当時における条例7条において同様の文言を用いて、同様の内容の努力義務を事業者に課していたものである。
「非実在青少年」は、改正案において「年齢又は服装、所持品、学年、背景その他の人の年齢を想起させる事項の表示又は音声による描写から十八歳未満として表現されていると認識されるもの」と定義され、その「非実在青少年」を相手方とする又は「非実在青少年」による性交又は性交類似行為に係る「非実在青少年」の姿態を視覚により認識することができる方法でみだりに性的対象として肯定的に描写することにより、青少年の性に関する健全な判断能力の形成を阻害し、青少年の健全な成長を阻害するおそれがあるものを青少年に対する販売、頒布、貸付、観覧を規制するよう努力規定が定められている。そして、その内、「強姦等著しく社会規範に反する行為を肯定的に描写したもので、青少年の性に関する健全な判断能力の形成を著しく阻害する」（第8条第2号）ものを「不健全図書」の対象と定めている。この対象には、漫画やアニメ、ゲームなどが含まれるとされるが、東京都青少年・治安対策本部青少年課は「小説（官能小説も含む）は含まれない」としている。小説が含まれないとされる条文上の根拠は、7条2号において「非実在青少年の“姿態”を“視覚”により認識することができる方法で」と描写方法の指定がされているためである。小説は「姿態を視覚により認識」させるものではない（読者は視覚によっては文字の連なりしか認識することができない）ため規制対象外となっている。
第18条の6の2の改正に関し、第7条で定められているもののうち、「青少年が性的対象として扱われているもの」、及び第18条の6の5第1項の図書類または映画など（いわゆるジュニアアイドル写真集）を「青少年性的視覚描写物」と定義し、「青少年性的描写物」を蔓延させないための機運の醸成と、蔓延の抑止に向けた活動の支援を定めている。
第18条の6の2から6の5の追加に関しては、児童ポルノの根絶及び青少年性的視覚描写物のまん延防止を目的とした項であり、第18条の6の4の第1項（案）には、「何人も、児童ポルノをみだりに所持しない責務を有する。」という一文がある。これは、罰則規定こそないものの、2010年の時点で児童ポルノ法が敢えて禁止していなかった単純所持を規制するものであり、条例制定権の逸脱である疑いも指摘されていた。なお、この第18条の6の4（案）は、第1項（案）の宛名が「何人」と規定される一方、第2・3項（案）の宛名が「都民」と規定されている。

### 11月の改正案（12月に可決）
11月から始まった都議会に改正案が提出され、12月に可決された。この改正案は、「性犯罪や近親相姦を、不当に賛美し又は誇張しているかどうか」を規制の基準とし、「非実在青少年」という用語を削除した。以下の改正内容は犯罪となる性交又は性交類似行為の描写を規制の対象とすることから、「非実在性犯罪」や「非実在犯罪」規制と呼ばれる（太字部分が、改正案において条文の文言が修正ないし新設された箇所である）。
児童ポルノの単純所持禁止の努力規定は削除され、また「青少年性的視覚描写物」に相当する箇所は「青少年を性欲の対象として扱う図書類等」（ジュニアアイドル写真集を指す）に置き換えられ、創作物に関する箇所は削除されている。
12月15日に「作品に表現した芸術性、社会性などの趣旨をくみ取り、慎重に運用すること」という附帯決議が為され（附帯決議案は民主党、自民党、公明党の総務委員会メンバーの連名で提出）、賛成多数で可決された。

## 平成22年(2010年)改正に対する反対運動
2010年（平成22年）の条例改正の際、出版社・同人ショップ・アニメ制作会社・ゲームメーカーといったサブカルチャーの制作に関与する企業および本社 や、漫画・アニメ・ゲーム・同人誌即売会（コミックマーケット）などのイベント会場がほとんど東京都に集中している（ブームの発祥である）ことと、また「東京都（首都）の条例」による影響力を模範に、各道府県の「青少年保護育成条例」でも同様の改正案が導入される可能性もあり、全国の流通に影響を及ぼすのは避けられないため、事実上「法律で規制」するのとほとんど変わらない、と改正案への反対論が主張されている。
2009年（平成21年）11月に第28期東京都青少年問題協議会の答申素案が出された時点から、日本国憲法で保障された「表現の自由」を侵害する内容だとしてパブリックコメントを送るなどの抗議活動が行なわれ、答申素案に対しては全国から1581件（うち都民からは535件）のパブリックコメントが寄せられた。そのうち、答申素案を全面的に支持する意見は、全体の約1％の16件に過ぎず、ほとんどは反対意見であったことが後に明らかになっている。
そして、2月末に改正案の全文が明らかになると、各方面で改正案に反対する動きが広がった。インターネット上で手紙を出すように呼びかけられ、都議会総務委員会に所属のある民主党議員によれば、数日で封書や葉書が約50通、電子メールが100通以上来たという。また、総務委員会に所属していない議員宛でも届いた封書の束は厚みが数十センチに達したという。議会局には、16日からメールが急増し、1日2,000通以上が押し寄せた。2月に約60件、3月に15日までに約300件の意見が届いていたが、3月15日に漫画家らが記者会見を行なったことが報道されてから急増した。

### 3月
3月7日、コンテンツ文化研究会 は、中野区内で吉田康一郎都議会議員、西沢圭太都議会議員を招いて集会を開催した。
3月10日、同人誌即売会の主催者で作る全国同人誌即売会連絡会が声明を発表した。
3月12日、日本出版労働組合連合会が東京都の青少年健全育成条例の改訂に反対する要請の実施を発表した。
3月13日、京都精華大学が、より慎重かつ開かれた議論の場を求める声明を発表した。
同日、インターネットユーザー協会が「東京都青少年の健全な育成に関する条例」改正案についての意見書を発表した。
3月15日、民主党総務部会に、Google、DeNA、藤川大祐千葉大学教授、コンテンツ文化研究会が意見表明のために招聘される。コンテンツ文化研究会はこの機会を藤本由香里、里中満智子、永井豪、ちばてつや、竹宮惠子、呉智英、宮台真司、森川嘉一郎、日本雑誌協会、日本書籍出版協会などに提供した。同日、東京都議会内で藤本由香里（明治大学准教授）、森川嘉一郎（明治大学准教授）、ちばてつや、永井豪、竹宮惠子、里中満智子、山口貴士（弁護士）、日本マンガ学会会長である呉智英（評論家）ら漫画家や弁護士など専門家らが改正案に反対する記者会見を行った。彼らのリストには、藤子不二雄Aやさいとう・たかを、萩尾望都、西岸良平らも名前を連ねている。その後に続けてコンテンツ文化研究会の協力の下、都議会議事堂内の会議室において緊急集会『東京都による青少年健全育成条例改正案と「非実在青少年」規制を考える。』（「東京都青少年健全育成条例改正を考える会」の結成集会を兼ねる）が開催された。この集会には定員100人のところ300人以上が参加し、また保坂展人（社民党）や複数の都議会議員（民主党や無所属）ら政治家も集会に加わった。藤本は、自身のTwitterで、この会見についてのマスコミの偏向報道についての指摘もしている。集会中には、『太陽の季節』など、かつて石原慎太郎が執筆した小説の内容に性表現が多用されていることを皮肉る発言もあった という。
同日、IT企業が参加するネットビジネスイノベーション研究コンソーシアムも、改正案が「保護者の監護権に対し東京都が介入するもの」であり、「ウェブサイト運営等への萎縮効果を与えるものである」として、反対意見を表明した。
「行動する保守」系の市民団体である日本を護る市民の会（日護会）が、人権侵害救済法案と併せて青少年健全育成条例改正の反対を表明する街宣活動を行い、都議会議員に陳情書を提出した。
3月17日、永田町で行なわれた日護会の街宣活動には、西村幸祐 も参加した。18日に日護会が都庁前で行なった街宣活動には、瀬戸弘幸も参加した。
社会学者の宮台真司は、「東京都青少年健全育成条例改正についての意見書」を発表し、「実在青少年に比して、非実在青少年に関わる視覚表現は年齢判断の恣意性が極度に高まる」ため、「非実在青少年を登場させる表現についての表現規制は極めて危険なものだと言わねばならない」と述べた。
3月17日付で、日本図書館協会が、「東京都青少年の健全な育成に関する条例の一部を改正する条例」についての要請を公表した。
同日、日本雑誌協会など出版関係4団体で作る出版倫理協議会は、「当局による恣意的な判断によって、著作者や発行者への検閲や弾圧につながる恐れがある。区分陳列や対面販売などの業界の自主規制をないがしろにしている」などとして改正案に反対する緊急声明を発表した。
太田出版も、独自に920名分の作家の反対署名を集めた。
3月18日付で、日本ペンクラブ（会長・阿刀田高）は、声明「東京都青少年条例改定による表現規制強化に反対する」を発表した。「『非実在青少年』といった恣意的な判断の余地がある造語によって、表現行為が規制すること」は好ましくないとし、インターネットの規制についても「活発な議論を通した上での合理的なコンセンサスが得られているとは、到底言えない」とした上で、「なぜいま表現規制を強化しなければならないのか、納得のいく説明もないままの今回の条例改定について強く反対する」と表明した。
産経新聞は3月23日、教室での少女強姦や恋愛と称して近親相姦を描写するなどの著しく反社会的な性表現を18歳未満の目に届かなくする規制を「表現の自由」を持ち出して批判するのは論点のすり替えではないのかとし、反対論に誤解や曲解が目立つ、とする社説を掲載した。

### 5月
5月12日付で、東京弁護士会は「東京都青少年健全育成条例『改正』案についての意見」という声明を発表し、改正案の内容を厳しく非難し、青少年の取り締まりに主眼を置く条例ではなく、子どもの権利条約に基づいた条例を制定するよう要求した。
5月17日、東京都青少年健全育成条例改正を考える会は、全国同人誌即売会連絡会ならびにコンテンツ文化研究会の協力の下、豊島公会堂で緊急シンポジウム「どうする!?　どうなる?　都条例――非実在青少年とケータイ規制を考える」を開催する。3月15日の結成集会に出席した以外では、山本直樹、宮台真司（首都大学東京教授）、出版社、モバイルコンテンツ審査・運用監視機構（EMA）、谷岡郁子（参議院議員・民主党）らが参加した。
5月21日付で、日本弁護士連合会は「『東京都青少年の健全な育成に関する条例』の一部改正に関する会長声明」を発表し、改正案は家庭教育への行政の介入や表現の自由の侵害といった事態を招くとして、改正案に反対することを表明した。
5月28日付で、日本漫画家協会は「東京都青少年健全育成条例改正案への声明文」を発表し、改正案は表現圧迫のリスクが大きいとして反対を表明。都はむしろ青少年に奨励する作品を指し示すべきと指摘した。また、同日付で第二東京弁護士会も「『東京都青少年の健全な育成に関する条例』の一部改正案についての会長声明」を発表して、子どもの権利保障の観点から十分な議論と再検討を要求した。さらに、同日、都議会民主党と都議会生活者ネットワークは、提出者である石原自身が不備を認めている改正案は撤回し、改正案を作成しなおすよう、東京都に申し入れた。しかし、副知事の吉川和夫は改正案の撤回を拒否した。
5月30日、民主党千代田区支部主催、コンテンツ文化研究会協力の下、秋葉原において「都条例改正」をテーマにした街頭演説会が行われその後、千代田区立内幸町ホールにて『議員、有識者が激論!　青少年健全育成条例改正問題　最前線!』が開催される。本集会では国会議員の立場から民主党の海江田万里衆議院議員、山花郁夫衆議院議員、小川敏夫参議院議員、蓮舫参議院議員が、有識者の立場からは弁護士の山口貴士、翻訳家の兼光ダニエル真等が意見を述べた。また伊藤まさき都議会議員、松下玲子都議会議員、淺野克彦都議会議員、西沢けいた都議会議員、栗下善行都議会議員等がパネルディスカッションを行った。他にも、漫画家の里中満智子、高橋昭一衆議院議員、松浦大悟参議院議員、宮崎タケシ衆議院議員が意見を寄せた。
5月31日、日本脚本家連盟が改正案を「行政による思想・感情への介入の契機」ととらえ、反対する声明を発表した。

### 6月
6月4日付で、日本劇作家協会ら演劇関係の6団体が「東京都青少年の健全な育成に関する条例改定案に反対するアピール」を発表し、定義のあいまいな改正案の条文は言論統制・言論弾圧を招くとして改正案に反対し、東京都青少年問題協議会の閉鎖性など、条例をめぐる諸問題に関する抜本的な議論を要求した。このアピールには、6月5日付で日本シナリオ作家協会・パシフィッククリエイターズ・日本舞台美術家協会が、6月7日付で日本演劇教育連盟が、6月23日付で日本映画監督協会が賛同した。
東京都青少年健全育成条例改正を考える会が主催する署名運動も開始され、6月10日の記者会見で約18000筆の署名を集め、その半数以上が女性であることを公表した。一方、改正案の成立を求める署名も約45000筆集まっている。同日時点で、反対派は、規制範囲が曖昧で運用する側によっていくらでも恣意的な規制が行なわれる可能性があること、条文の記述がいくらでも恣意的に解釈できること、を問題にしていた。

### 11月
11月25日、日本ペンクラブは12月議会に提出予定の新しい改定案について、「用語の変更等による部分的な修正は見られるものの、あいかわらず根本において、公権力が人間の内面や言論・表現の自由の領域に関与・介入することに対する謙抑的な配慮が感じられない」として、新改定案に反対する声明を発表した。同日付で、東京弁護士会も5月に同会が指摘した「要件のあいまい性・不明確性が残っている」として、新改定案に反対する会長声明を発表した。
11月26日、出版倫理協議会は新改定案では「最大の問題であるマンガ・アニメーションへの『規制強化』という点ではまったく変わっていないだけではなく、さらに曖昧で危険な条項が加えられて」いるとして新改定案に反対する声明を発表した。同日、自由人権協会も「東京都青少年健全育成条例改定案に関する声明」を発表、反対を表明した。
11月29日、日本漫画家協会、21世紀のコミック作家の会、マンガジャパンの漫画家3団体は新改正案に反対する声明を発表し、記者会見を行なった。声明では「刑罰法規には淫行条例なども含まれるため、非実在青少年に対して抱かれた懸念は一向に解消されていない」と指摘。さらに「非実在青少年」という言葉が削除され18歳以上の男女も対象となった（年齢の上限が存在しない）ことで、「規制の範囲を拡大する内容になっている」としている。また、条例が漫画などを標的にしていることについても非難している。会見には、ちばてつや、秋本治、やまさき十三、本そういちらが出席。当初は藤子不二雄Aと松本零士も出席予定だったが体調不調を理由に欠席している。また、会見には出版社幹部も出席し、自主規制が既に十分おこなわれていることを訴えた。同日、出版流通対策協議会も反対声明を発表した。
11月30日、「有害」コミック問題を考える会2010主催の新改定案に反対する懇談会が都議会委員会室で開かれ、約120名が参加。この席で日本共産党、都議会生活者ネットワーク・みらい、自治市民'93の3会派が新改定案に反対することを表明した。

### 12月
12月1日、全国同人誌即売会連絡会が3月の改定案に続いて、新しい改定案にも引き続き反対する旨の声明を発表した。同日、出版労連も反対声明を発表した。
12月2日、日本シナリオ作家協会は「我々は、自由な創造の現場にあがり込んで、繰り返し汚れた靴で踏み荒らそうとする東京都に断固異議を申し立てるとともに、都議会において当改正案が永遠に葬り去られる事を切望する」と東京都を強く非難した反対声明を発表した。同日、有田芳生参議院議員が、自身のブログで、新改定案は前の改定案と同じ問題点を内包しているとして都議会民主党に反対にまわるよう呼びかける意見を表明した。
12月3日、日本弁護士連合会は前の改定案に対して指摘した問題点が十分解消されていないとして、新改定案に反対する会長声明を発表した。日本マンガ学会も、新改定案が「日本全体の文化の硬直・沈滞につながりかね」ないとして新改定案に反対する声明を発表した。
同日、都青少年健全育成条例改正を考える会が記者会見し、共同代表の藤本由香里は「様々な時代や国の設定で描かれる漫画に、現実の刑罰法規をあてはめるのは無理がある」と新改定案を批判した。会見には児童文学者の山中恒・漫画家の竹宮惠子、こうの史代・評論家の呉智英・桐蔭横浜大学教授の河合幹雄・弁護士の山口貴士および日本ペンクラブ・出版倫理協議会・児童と表現のあり方検討委員会が参加した。また、同日、日本図書館協会も慎重な審議を求める要請を都知事・都議会議長あてに送付した。
12月6日、中野区のなかのZEROにて東京都青少年健全育成条例改正を考える会が主催するシンポジウム、「『非実在青少年規制』改メ『非実在犯罪規制』へ、都条例改正案の問題点は払拭されたのか?」が行なわれ、1200人以上が参加した。同日、インターネットユーザー協会が新改定案はインターネットの肯定的側面を蔑ろにし、行政が家庭に過度に介入するものであるとして、反対する声明を発表した。また、第二東京弁護士会も、新改定案は前の改定案の問題点を払拭していないとして反対する会長声明を発表した。日本劇作家協会も新改定案は前の改定案よりさらに問題の多い内容になっているとして、新改定案に反対するアピールを発表した。日本劇作家協会のアピールには12月8日に、日本シナリオ作家協会が、12月10日に日本脚本家連盟・日本劇団協議会が、12月11日に日本舞台美術家協会が、12月15日に日本演出者協会が、12月20日に日本児童・青少年演劇劇団協同組合が賛同した。日本脚本家連盟も新改定案は前の改定案を改悪したものであるとして新改定案に反対する声明を発表した。
12月8日、角川書店の井上伸一郎社長がTwitterにて、「マンガ家やアニメ関係者に対しての、都の姿勢に納得がいかない」として、角川書店が東京国際アニメフェア2011への出展を取りやめると公表した。同イベントは東京都とアニメに関連する企業・団体による実行委員会によって開催されており、石原が実行委員長を務め、角川書店も実行委員に加わっている。条例改正案に伴って同イベントの出展を取りやめるのはこれが初の事例となる。
同日には漫画家の羽海野チカが、同9日にはイラストレーターの福武忍が、それぞれ自らのブログで条例改正案への反対を表明した。
12月9日、東京都地域婦人団体連盟は、新改定案は表現の自由に公的機関が介入する危険性を持ち、電話や機能の推奨も技術の後追いになるだけで税金の無駄になるとして、新改定案への反対を都議会議長および議員各位に申し入れた。
12月10日、業界最大手の集英社が、コミック10社会加盟各社に文書配布を行い、「集英社はアニメフェアには出展していないため、原作を提供しているアニメ製作会社に、出展取りやめを要請した」と表明。「既に、小学館・講談社には、おおむねご賛同をいただいている」として、10社会各社にも賛同を求めた。それを受けてコミック10社会は同日、「東京国際アニメフェア2011」へ参加および協力を拒否する緊急声明を出した。10社会は声明で、改正案を「これまでの出版界と都当局の話し合いの歴史を踏みにじるもので、規制対象は依然あいまい」と指摘し、石原らの対応を「事実誤認に満ちた不誠実な発言を繰り返している」と批判した。多くのアニメ原作者を抱えるコミック10社会の参加企業全てが実際にボイコットを行った場合、東京国際アニメフェア2011は非常に大きな損害を被ると予想され、毎日新聞は「イベント自体の成否を左右しかねない」とし、都の担当者は「不参加の影響は、ないとは言えない」と話した。
同日、腐女子を公言している映像作家の根来祐が、自らのブログで都条例改正反対を訴え、「12月13日に緊急記者会見を行う」と発表した。
12月13日、実際に審議が行われる当日、都青少年健全育成条例改正に反対する女性表現者の会が、都条例改正反対を表明し、都議会民主党に対して都条例改正反対に回るよう申し入れを行うと表明した。
同日、漫画家の牧村しのぶは条例案の対象が一部のメディアならびに、性描写に限られていることを述べ、規制の理由を批判している。
同日、モバイル・コンテンツ・フォーラムが「青少年保護のための施策としては現行制度で充分に対応できる」として新改定案に反対する声明を発表した。
同日、自らオタクを名乗るキックボクサー、長島☆自演乙☆雄一郎は記者会見で、「ヲタとしてのメッセージ」として、「都の青少年健全育成条例の改正案に大反対」と切り出し、「表現の自由が奪われれば、コスプレの自由が奪われるかもしれないので、それ（改正案反対）を前面に出して戦いたい」と話した。
同日、日本漫画家協会はちばてつやの呼びかけに応じて、協会のウェブサイトに漫画家による新改定案反対のマンガの掲載を開始した。
12月17日、日本劇作家協会・日本劇団協議会・日本脚本家連盟は都議会で可決された改定案に改めて反対し、不健全図書を指定する審議会の公開や異議申し立て制度の整備などを要求するアピールを発表した。この声明に対して、12月20日付で国際演劇評論家協会日本センター、日本シナリオ作家協会、日本児童・青少年演劇劇団協同組合が、12月22日付で日本映画監督協会、日本新劇俳優協会が、12月24日付で日本演出者協会が、2011年2月19日付で日本舞台美術家協会東日本支部が賛同した。
12月21日、日本動画協会は、業界団体と意見交換を行うことなく新改定案が採択されたことを遺憾とし、コミック10社会のボイコットを支持した上で、このままの状況で推移すると、実質的には東京国際アニメフェアが実行不能な事態になる、という声明を発表した。
12月22日、コミック10社会は東京国際アニメフェアをボイコットしたことをファンに詫びると共に、改めて新改定案に反対する抗議声明を発表した。また、日本漫画家協会、21世紀のコミック作家の会、マンガジャパンの3団体も、新改定案に抗議し運用を厳しく監視していく、と訴える声明を発表した。

### 改正案反対に対する東京都からの答弁
2010年、3月3日、都議会議員西沢圭太（民主党）からの（この改正案に反対する立場からの）一般質問に対し、東京都青少年・治安対策本部長の倉田潤は、「漫画などにおいて明らかに青少年として表現されているものを非実在青少年と定義した上で、その性交または性交類似行為にかかる姿態を正当な理由なく性的対象として肯定的に描写した漫画等について青少年に対する販売等の自主規制、不健全図書の対象に追加しようするものである。これはこのような漫画等を青少年が閲覧することにより、青少年の健全な性的判断能力の形成を阻害するおそれがあることによるものであり、単に子供やその裸の描写が含まれる漫画やアニメを規制するものではなく、また広く成人に対する流通一般を規制するものはない」と答弁した。
青少年・治安対策本部は、3月17日付で「東京都青少年健全育成条例改正案について」と題し、改正案に対する反対意見への「見解」を掲載した。
青少年・治安対策本部青少年課は、3月18日のMSN産経ニュースの記事で、改正案7条における「非実在青少年」の判断について18歳未満に“見える”「表現」が全て規制の対象たり得るようにも解釈できるとする意見が寄せられたことに対し、「ランドセルが明らかに描写されている場合は、18歳未満と判断される。青少年のように見えても、そうした点が表現されていなければ、18歳未満とはされない」、都内施設で開催されるコミックマーケットなど同人誌即売会に条例が影響を及ぼすのではないかとの意見については「都が立ち入るなど、規制が強化されることはない」、この条例で単純所持規制の対象となる児童ポルノについては「児童ポルノ法の定義通り」とした。
日刊サイゾーの記事では、「単純に未成年のように見えるからといって、全て規制するものではありません。例えば設定上は30歳だけど、セーラー服を着て、外見的に学生に見えるキャラクターの性描写だからダメだというわけではないです。ただし、年齢が18歳未満という明確な描写があれば自主規制対象となります」（回答原文）との回答もある。
青少年・治安対策本部は、4月26日付で25項目に及ぶ「東京都青少年の健全な育成に関する条例改正案 質問回答集」をホームページに掲載した。

## 平成22年(2010年)改正に関する審議の動向
以下は、特に異なる記述が無い限り、全て2010年（平成22年）都議会総務委員会における審議である。

### 3月
3月18日、審議が始まり、自民党、公明党の両党が条例案に賛成の方向で、そして、民主党、共産党、生活者ネットの3党が継続審議の方向で、それぞれ審議に臨んだ。
都議会議員小山有彦（民主党）は、「非実在青少年」について「あいまいで、定義をより明確にすべきだ」と主張した。これに対し、青少年・治安対策本部は、「幼く見えるといった、主観的な理由」でなく年齢や服装などキャラクターの設定をもとに「客観的に十八歳未満と判断できる場合だけ当てはまる」と説明し、「作品中に18歳以上と明記 されていれば、対象にならない」と答弁した。この答弁に対しては「18歳以上の設定だからといって、外していたら実効性がないのでは」との反論も出た。
都議田中豪（自民党）は、著名な漫画家らが記者会見で改正案への懸念を表明したことに触れ、反対意見の中には「すべての漫画が規制対象になるとの誤解もある」との見解を述べ、一刻も早く議決すべきだと主張した。
都議古館和憲（共産党）は、「漫画、アニメなどでの青少年の性的描写が青少年の性に関する健全な判断能力の形成を阻害する、とする学問的知見にはどのようなものがあるか」と質問し、青少年・治安対策本部は「学問的知見は見いだせていない」と答弁した。
3月19日、次回の議会（6月）への継続審議（先送り）を全会一致で決めた。
3月30日、都議会本会議も次回の議会（6月）への継続審議（先送り）を議決した。

### 5月
5月6日、閉会中審査を行い、東京都は、条例改正案に理解を求める活動を報告した。都の報告に対し、田中豪は「『表現の自由への規制ではないか』など間違った前提での議論がされてきたが、そうではないと都民に理解されたと確信している」と都の立場を支持、一方、都議山口拓（民主党）は、「改正案を議会に提出した後に、都が広く説明しなければならないのでは順序が逆」と都の対応を批判して更なる審議の必要を主張、また都議吉田信夫（共産党）は、「今の改正案を撤回し、改めて業界の意見を聞くのが筋」と廃案を主張した。
5月18日、宮台真司（社会学者）、田中隆（弁護士）、前田雅英（法律学者）、赤枝恒雄（医師）を参考人招致した。宮台は「改正案が規制範囲を超えた悪書狩りを引き起こす」と危険性を指摘し、「規制範囲自体も不明確」と改正案を批判、田中は「改正案には恣意的運用の危険性があり、表現の規制につながる」ことを危惧する意見を述べた。また、両名とも改正案の誤解を解くために都が公表した「『質問回答集』について法的拘束力がないので無意味」と指摘した。一方、前田は「一端改正案を通して、その後、業界と運用のガイドラインを設ければよい」と主張、赤枝は「漫画やビデオに刺激された男の子が行動に移すことが多い」として改正案の成立を求めた。なお、前田は、改正案作成の過程で漫画家などの意見を聞かなかったことに対して、反省の意を表明した。

### 6月
6月に都議会定例会が始まったことを受け、自民党・公明党の両党は「非実在青少年」を「描写された青少年」にするなどした修正案を提出する方針を打ち出した。6月11日に開催された都議会総務委員会にて、民主党の小山有彦、自由民主党の田中たけし、公明党の大松あきら、日本共産党の吉田伸夫、都議会生活者ネットみらいの西崎光子、各議員が東京都青少年健全育成条例案の質疑に立ち、東京都側は青少年・治安対策本部の浅川英夫参事が答弁に立った。都議会最大会派である民主党と、日本共産党、都議会生活者ネットみらいの野党3党は、この改正条例案に反対の方針を打ち出した。6月14日、自民党・公明党は修正案を都議会に提出した。しかし、都議会総務委員会では、改正案原案・修正案共に民主党、日本共産党、都議会生活者ネットみらいの野党3党の反対で否決された。
6月16日の6月定例会最終日に、東京都議会の本会議にて改正条例案の採決が起立方式で行われ、東京都青少年健全育成条例の改正条例案は、自民党・公明党議員の起立のみで起立少数にて否決され、改正条例案はいったん廃案となる。

### 9月
東京都は6月の定例都議会で否決された後も、9月の定例都議会への再提出を目指していたが、9月10日の石原の定例記者会見で、9月の再提案を見送り、12月の定例都議会での再提案を目指す方針を表明した。

### 11月～12月
11月22日に東京都が改正案を明らかにする。再提出の方針が報道されると、内容についての記述の部分から、より一層規制の対象が広がり、曖昧になったとして反対の声が上がった（上述）。
12月9日、都議会総務委員会で審議が始まる。
12月13日に委員会採決される。
角川書店が委員会の開催前に条例案への反対・東京国際アニメフェアのボイコットを表明しているほか、委員会の翌日の12月10日には主要な大手出版社であるコミック10社会が、同イベントへの参加・協力を拒否、10社会が原作となるアニメーション作品の制作会社にも同様に働きかけると表明した（東京国際アニメフェア#TAF2011）。
12月15日、「作品に表現した芸術性、社会性などの趣旨をくみ取り、慎重に運用すること」という付帯決議が為されて賛成多数で可決成立。賛成者は自民党・公明党・民主党。
条例改正は2011年1月1日に携帯電話規制に関する条項が施行され、4月1日に自主規制に関する条項が、7月1日に不健全図書指定に関する条項が施行されることになっている。

### 東京都知事・石原慎太郎の発言
2010年（平成22年）3月2日、知事・石原慎太郎は東京都議会の代表質問で「児童ポルノや子どもへの強姦などを描いた漫画の蔓延や保護者が幼い子どもを性的写真集の被写体として売り渡す行為を非難し、児童ポルノの根絶とこれらの図書類の蔓延の防止に向けて都が対策に取り組むべきだ」と答弁した。3月19日の定例記者会見では、作り方が未熟であり、拙速にすべきでないと発言する。
同5月7日の定例記者会見で、特に「非実在青少年」の文言を例に挙げ、条例案の条文の文言を修正するよう、事務方に指示した旨（ないし指示する意向）を明らかにした。同6月11日の定例記者会見にて、「東京都青少年健全育成条例が否決された場合」を問われた際、「3次（9月定例都議会）でも4次（12月定例都議会）でも改正条例案を出す」と述べた。漫画の規制が必要との立場は変えておらず、「この悪しき状況を改良するため、目的を達成するための新しい制約は必要。1回、（規制対象の漫画を）テレビ画面に映して出してみてくれよ。みんなたまげるよ、本当に」と主張している。
同9月18日の記者会見にて「その連中、芸術家かどうか知らないけれど、そんなことぐらいで描きたいものが描けなくなった、そんなものは作家じゃない。ほんとに言わせりゃある意味で卑しい仕事をしているわけだから」と発言した。11月29日、漫画家らの記者会見の当日に、「夫婦の性生活みたいなのを漫画に描くことが子供たちに無害だっていうなら、バカだね、そいつら。『頭冷やしてこい』と言っといてくれ」と発言した。11月30日に始まった都議会本会議の所信表明で「子供たちの目に触れさせてはならない漫画が、通常の書籍と並んで置かれている状況を改善するため、これ以上の猶予は許されない」と語る。
角川書店が東京国際アニメフェア2011への出展をとりやめることに対して、記者会見で「勝手に自分で決めたらいいじゃないか」と発言した。
12月15日、条例が成立したことについて「当たり前だ当たり前。日本人の良識だよ。てめえら自分の子どもにあんなの見せられるのかね。大人で考えたら大人の責任だよ。当たり前だよ」と発言。また2011年の東京国際アニメフェアでのボイコット問題に関して、「これ（条例改正）を理由に来ないならどっかの会社がね来なきゃいいんだよ、アニメフェアに。来年、ほえ面かいて来るよ。ずっと来なくてもいいよ。来る連中だけでやります」と発言した。
12月17日の定例記者会見にて、1972年（昭和47年）に自らが著した作品『真実の性教育』（光文社）のなかで、「いかなる書物も子供を犯罪や非行に教唆することはない」等の記述があったことを指摘され、「そのころ私は間違っていた」と述べた。またウラジーミル・ナボコフの小説「『ロリータ』について「あの程度なら叙述の美しさもある」とする一方、「幼い子の強姦が、あり得べきストーリーとして描かれているものは、何の役にも立たないし、害あって一利もないと思う」と発言した。

### 東京都副知事・猪瀬直樹のコメント
猪瀬直樹は2010年12月14日、Twitterにおいて、一般人からの「火の鳥は近親相姦描写があるが、区分分けされるのか」という質問に対し、猪瀬はその6分後に一言、「されない」旨を回答。2ツイート後には「自分が作品をうまく書けないことを、条例のせいにしてはいけない。そんなものがあってもなくても傑作ができれば条例なんてすっ飛んでしまう。」と発言した。
1リツイートを挟んで、「出版社は傑作なら喜んで原稿を受け取る。条例なんて、そのつぎの話。まずは傑作を書いてから心配すればよい。傑作であれば、条例なんてないも同然。つるんで騒いでもあとが虚しい。自分の生き残りを考えること。ライバル同士がつるむことに僕は理解できない。」と発言し、2011年の東京国際アニメフェアへの参加拒否の流れを念頭に置いたものだとされている。この発言に対して、ネット上では批判の声も出た
。

### 政府からのコメント
菅直人首相は、12月13日、総理官邸ブログの中で本件について「今、青少年健全育成に関連して『東京国際アニメフェア』の開催を心配する声が上がっている。青少年育成は重要な課題。同時に、日本のアニメを世界に発信することも重要。『国際アニメフェア』が東京で開催できない事態にならないよう、関係者で努力して欲しい。」とコメントした。
12月14日、仙谷由人官房長官は記者会見で新改定案に触れ、「誰が（規制対象を）認定し、決めるのか。あるいは事前検閲みたいなことになるのかどうなのか、これは表現の自由とか芸術の問題と、芸術性の問題というのは、大変悩ましい問題だとは思います」とコメントを述べた。

## 平成22年(2010年)改正に対する批評
2010年3月23日、産経新聞は教室での少女強姦や恋愛と称した近親相姦等、社会規範に著しく反した内容の漫画やゲームソフトを18歳未満に見せないようにするのは当然で、改正案は妥当であるとする社説を掲載した。
11月の案に対し、山口貴士は「不当に賛美しまたは誇張」の部分が曖昧で不明確だと指摘。Twitter上では、「より広範な表現規制につながるのでは」と批判されている。
田中大也は11月の改正案に関して、6月に否決された改正案で規制対象としてあがっていた部分が丸ごと温存されたまま、規制対象がさらに拡大されたものだとしている。
2010年12月2日、熊本日日新聞が新改定案を批判するコラムを掲載した。
同3日、朝日新聞・新潟日報が新改定案に反対する社説を、愛媛新聞が新改定案を批判するコラムを掲載した。
同10日、毎日新聞が新改定案に反対する社説を掲載した。
同11日、信濃毎日新聞が新改定案に反対する社説を掲載した。
同13日、マツコ・デラックスは、レギュラー出演する『5時に夢中!』にて、上記のコミック10社会のボイコットに関連して司会の逸見太郎からコメントを求められた際、「PTAなどが問題にするような『青少年に良くない表現』というのは、何も漫画やアニメに限らないはずなのに、なぜ漫画やアニメに絞った規制を図っているのか。」と前置きした上で、石原が同7日に「（同性愛者のパレードを見たが）どこかやっぱり足りない感じがする。遺伝とかのせいでしょう。」と述べた ことに触れ、「あれだけの立場にある公人が、いくら個人の感想といえどもああいう発言をするのは、この改正案に関する発言を含むその他の全ての発言も含めて信憑性を疑われる」と述べた。
同15日、北海道新聞・高知新聞が新改定案に反対する社説を掲載した。
12月16日、日刊ゲンダイは、インターネット上で閲覧・購入できる作品が改正対象となっていないことを指摘し、改正案は「青少年の保護」という目的を果たすものではないとしている。
同日、愛媛新聞は「不快なものを排除する規制のたぐいは、歯止めがかからなくなる」と、改定を批判する社説を掲載した。
同日、日本文化チャンネル桜の放送内で水島総は「ポルノ漫画を描いて金儲けする自由を求めているだけ」と反対派を批判し、賛意を表明した。
『週刊SPA!』12月28日号は本条例を「稀代の悪法」と批判した。
『週刊ポスト』2011年1月21日号は、2010年の改正案に反対した都議のコメントとして、「大手メディアの記者は都知事や条例担当者の記者会見で質問をすることなく、都の主張を鵜呑みにした記事を書いてきた」と指摘。上述の漫画家らによる条例反対会見にて、読売新聞の記者が条例改正に肯定的な意見を交えた質問をしたことを挙げ、記者クラブ所属の記者は「都政の情報を優先的に得る」ために都庁の宣伝まがいの報道をしていると批判した。

## 平成22年(2010年)改正に関する影響
週刊現代は2011年2月12日号の「『青少年健全育成条例』に困惑する東京MXテレビ」という記事の中で、MXの幹部のコメントとして、「条例改正により過激なアニメは放送を自粛する可能性がある」「アニメ好きをアピールする学生は採用しない方がいいのではと考えています」「エントリーシートに『外国人の友人を日本の観光地に連れて行くなら、どこに連れてくか』という質問を設け、そこに『秋葉原』と書くような学生はお引取り願おうかといった議論がされた」と報じた。この報道に対してMXは同社のTwitterと新卒採用ブログで週刊現代の記事の内容を全面否定した。
2011年4月14日に出版倫理協議会・出版倫理懇話会の会合で都は、規制の対象候補として以下の作品を挙げた。
- 松山せいじ『奥サマは小学生』秋田書店〈チャンピオンREDコミックス〉、2008年。ISBN 978-4-253-23013-1。
- 糸杉柾宏『あきそら』秋田書店、2008年～。 - 条例施行前に重版しないことが決定されている。
- 夏葉ヤシ『彼氏シェアリング』松文館〈ガールズポップコレクション〉、2009年。ISBN 978-4790122265。
- オジロマコト『恋人8号』少年画報社〈ヤングコミックコミックス〉、2010年。ISBN 978-4-7859-3404-0。
- 花見沢Q太郎『花日和~花見沢Q太郎自撰集~』メディアックス〈MDコミックス〉、2009年。ISBN 978-4-86201-151-0。
- 雅亜公『碧の季節』モエールパブリッシング〈MMコミックス〉、2008年。ISBN 978-4-903705-31-6。

青少年治安対策本部青少年課の櫻井美香課長は、「（作品が指定基準に該当するかどうか）前もって聞いて頂いても構わないが、答えられる物とそうでない物がある。こんな体位やカットは大丈夫かと聞かれても回答できない」とした上で、「たとえ、1ページでも青少年に（強姦や近親相姦を）やってみたいと思わせる効果があるなら（規制することを）考える必要がある」と述べている。
2014年5月16日には、KADOKAWAから発売された妹ぱらだいす!2（漫画版）に対し、2010年の条例改正で定められた不健全図書の新基準が初めて適用された。
これを受けて、KADOKAWAは書籍を自主回収した。
2017年3月17日には、一迅社から発売された『キミに眠る俺の罪』に対しても不健全図書の新基準が適用された。これは新基準が適用される二番目の事例となるとともに、旧基準と新基準が同時に適用される初めての事例となった。同年10月にも、有限会社トライアングル・フォースから発売された『監禁された優等生姉妹』が、旧基準・新基準の同時適用により不健全指定されている。

## 平成29年(2017年)の改正
平成29年12月22日条例第74号による改正。
- 1　青少年を健全に育成する上で有益なアプリケーション等を推奨対象へ追加
- 2　青少年の性に関する都の責務を追加
- 3　青少年に係る児童ポルノ等の提供を当該青少年に対し不当に求める行為の禁止（違反者は30万円以下の罰金）
  - イ　拒まれたにもかかわらず、当該青少年に係る児童ポルノ等を提供するように求めること
  - ロ　威迫し、欺き、若しくは困惑させ、又は対償を供与し、若しくはその供与の約束をする方法により、当該青少年に係る児童ポルノ等を提供するように求めること
- 4　青少年が安全に安心してインターネットを利用できる環境の整備等に関する法律の一部を改正する法律（平成29年法律第75号）の施行を踏まえた所要の改正を行う。
  - （例）青少年有害情報フィルタリング有効化措置について、事業者は、契約時に説明書を交付し、同措置を希望しない保護者からは理由書の提出を求める。

## 関連書籍
- COMICリュウ編集部 編『非実在青少年読本』（徳間書店ロマンアルバム、2010年5月31日） ISBN 978-4-19-720302-4
- サイゾー＆表現の自由を考える会 編『非実在青少年<規制反対>読本』（サイゾー、2010年6月4日） ISBN 978-4-904209-07-3
- 長岡義幸 著 『マンガはなぜ規制されるのか 「有害」をめぐる半世紀の攻防』 （平凡社、2010年11月15日） ISBN 978-4-582-85556-2